# Ингенер-Пятина
Ингенер-Пятина — село, центр сельской администрации в Старошайговском районе. Население 281 чел. (2001), в основном русские.

## География
Находится на р. Рудне, в 29 км от районного центра и 40 км от железнодорожной станции Саранск.

## Этимология
Название-термин: инголе («передний»), нярь («выступ, мыс») означают, что населённый пункт находится у подошвы наиболее выпятившейся части гряды побережья; 2-й компонент топонима («пятина») указывает на способ арендного землепользования, при котором владельцу отдавалась 5-я часть.

## История
В письменных источниках середины 17 в. упоминается как мокшанский населенный пункт. С начала 18 в. село было вотчиной князя П. А. Голицына. По материалам 3-й ревизии (1763), в селе проживали 388 чел., в 1782 г. — 277. В начале 19 в. здесь были владения Лозовицкого, Габбе, Евлашева. В «Списке населённых мест Пензенской губернии» (1869) Ингенер-Пятина (Архангельское) — село владельческое из 134 дворов Инсарского уезда, в 1894 г. — 172 двора (1 215 чел.), в 1912 г. — 186 (1 087), в 1926 г. — 261 двор (1 251 чел.). В 1895 г. была открыта церковно-приходская школа с 3-летним обучением. В 1912 г. в Ингенер-Пятине имелись 2 хлебозапасных магазина, 10 ветряных мельниц, 3 маслобойки и просодранки, 2 кузницы. В 1930-е гг. был создан колхоз «Красный Октябрь», с 1950 г. — «Победа», с 1996 г. — СХПК. В современной инфраструктуре села — основная школа, медпункт, магазин, Дом культуры. Ингенер-Пятина — родина Героя Социалистического Труда М. Е. Андряковой, ветерана Великой Отечественной войны и труда. В Ингенер-Пятинскую сельскую администрацию входят д. Верхняя Верченка (20 чел.) и Нижняя Верченка (4 чел.).

## Население
| 2002 | 2010 |
| ---- | ---- |
| 267  | ↘249 |

## Источник
- Энциклопедия Мордовия, Т. Н. Кадерова.